# نهائي كأس خادم الحرمين الشريفين 2011
نهائي كأس خادم الحرمين الشريفين 2011 هي المباراة النهائية لبطولة كأس خادم الحرمين الشريفين للأبطال 2011، أقيمت في يوم 24 يونيو 2011، على استاد الأمير عبد الله الفيصل بمدينة جدة في السعودية، بين نادي الاتحاد ونادي الاهلي وفاز بها نادي الاهلي بعد تغلبه على الاتحاد باربع اهداف مقابل هدفين.

## تفاصيل المبارة
| الأهلي | 2-4 | الاتحاد |
| ------ | --- | ------- |
| 4      |     | 2       |

| الاهلي | الاتحاد |